# Ammotrechinus gryllipes
Ammotrechinus gryllipes es una especie de arácnido  del orden Solifugae de la familia Ammotrechidae.

## Distribución geográfica
Se encuentra en Haití y Jamaica.